# Коль славен наш Господь в Сионе
«Коль сла́вен наш Госпо́дь в Сио́не» — гимн, написанный весной 1794 года композитором Д. С. Бортнянским на стихи М. М. Хераскова.
«Коль славен наш Господь в Сионе» широко использовался как неофициальный государственный гимн Российской империи с конца XVIII века до момента утверждения композиции «Боже, Царя храни!» в 1830-х годах; в нотных изданиях XIX века сопровождался отметкой «национальный русский гимн». С 1856 по октябрь 1917 годов часы-куранты Спасской башни в Московском Кремле вызванивали мелодию «Коль славен» наряду (попеременно) с «Преображенским маршем». Гимн использовался также на территориях, занятых белыми во время Гражданской войны 1918—1923 годов и в эмиграции; в 1944 году, во время Великой Отечественной войны, «Коль славен» стал гимном коллаборационистского КОНРа, возглавляемого генералом Власовым, при этом после «Коль славен» официально исполнялась песня «От края и до края» из соцреалистической оперы «Тихий Дон». Текст гимна насыщен христианской символикой и основан на 47-м псалме, а музыкально написанный в трёхдольном размере гимн близок к Большому зна́менному распеву.
Мелодия гимна была использована в немецкой песне на написанный в 1750 году текст Ich bete an die Macht der Liebe («Я молюсь силе любви») Герхарда Терстигена. Музыка гимна, наряду с немецкими мелодиями, была использована британским композитором Г. Беком при написании гимна еврейской социалистической партии Бунд «Ди швуэ». По мнению писателя и музыканта Л. М. Гиршовича и других исследователей, к гимну «Коль славен…» восходит ритм и мелодическая основа песни Д. Д. Шостаковича на стихи Е. А. Долматовского «Родина слышит».
В воинских церемониалах «Коль славен наш Господь в Сионе» исполняется при отдании воинских почестей, при открытии памятников, проводов в последний путь военнослужащих и при погребении с первым залпом салюта военный оркестр начинает исполнять «Коль славен».

## Текст
| дореформенной |  | современной |
| --- |  | --- |
| Коль славенъ нашъ Господь въ Сіонѣ, Не можетъ изъяснить языкъ. Великъ онъ въ небесахъ на тронѣ, Въ былинахъ на земли великъ. Вездѣ, Господь, вездѣ Ты славенъ, Въ нощи, во дни сіяньемъ равенъ. Тебя Твой агнецъ златорунной Въ себѣ изображаетъ намъ: Псалтырью мы десятострунной Тебѣ приносимъ ѳиміамъ. Прими отъ насъ благодаренье, Какъ благовонное куренье. Ты солнцемъ смертныхъ освѣщаешь, Ты любишь, Боже, насъ какъ чадъ, Ты насъ трапезой насыщаешь И зиждешь намъ въ Сіонѣ градъ. Ты грѣшныхъ, Боже, посѣщаешь И плотію Твоей питаешь. О Боже, во твое селенье Да внидутъ наши голоса, Да взыдетъ наше умиленье, Къ Тебѣ, какъ утрення роса! Тебѣ въ сердцахъ алтарь поставимъ, Тебя, Господь, поемъ и славимъ! |  | Коль славен наш Господь в Сионе, Не может изъяснить язык. Велик он в небесах на троне, В былинах на земли велик. Везде, Господь, везде Ты славен, В нощи, во дни сияньем равен. Тебя Твой агнец златорунной В себе изображает нам: Псалтырью мы десятострунной Тебе приносим фимиам. Прими от нас благодаренье, Как благовонное куренье. Ты солнцем смертных освещаешь, Ты любишь, Боже, нас как чад, Ты нас трапезой насыщаешь И зиждешь нам в Сионе град. Ты грешных, Боже, посещаешь И плотию Твоей питаешь. О Боже, во твоё селенье Да внидут наши голоса, Да взыдет наше умиленье, К Тебе, как утрення роса! Тебе в сердцах алтарь поставим, Тебя, Господь, поём и славим! |